# Фарасан (архипелаг)
Архипелаг Фарсан (арап. جزر فرسان‎; изговор: Џузур Фарасāн) je велика група коралних острва у Црвеном мору, која припада Саудијској Арабији. Острва се налазе на удаљености од око 40 km од обале Џизана, на крајњем југозападу земље, на 16° 48'С 41° 54'И кордината: 16° 48'С 41° 54'И. Највеће острво архипелага је острво Фарасан; остала острва из архипелага су Сајид и острво Зуфаф.

## Клима
Клима у Фарасанском архипелагу карактерише дуга врућа сезона (април-октобар) и кратка блага (новембар-март). У дугом сушном периоду обично су доминантне високе температуре. Средња годишња температура је 30 °C. Поред тога, средња релативна влажност зиме се креће од 70% до 80%, а лети између 65% и 78%. Највише падавине долазе у априлу, а падавине су углавном непредвидљиве у јужном делу Црвеног мора. 

## Природа
"Морско острво острва Фарасан" је заштићено подручје и дом изумрлих арабијских газела и, зими, миграторних птица из Европе. Океанске животиње укључују манта раже, кит ајкуле, неколико врста морских корњача, укључујући угрожене и критично угрожене зелене и соко, дугонг
 и неколико врста делфина и китова уз повремене посете других, као што су оркe. 

## Економија
У 1. веку н. е, острва су била позната као Portus Ferrezanus. На острву је пронађен латински натпис из 144. године који потврђује изградњу римског гарнизона. Верује се да су острва можда била везана за покрајину Арабија Феликс, пре него што су прешли у састав покрајине Аегиптус неко време пре 144. године.
Након што је француски инжењер истражио проницање залихе нафте на острвима 1912. године, за нафтна поља Црвеног мора додељена је 75-годишња концесија. У то време, острва Фарасан подржала су малу рибарску индустрију.
Туризам и риболов такође играју улогу у економији. Острво Фарасан је везано за луку Џезан трајектом.